# Primeira Missa no Brasil (Victor Meirelles)
Primeira Missa no Brasil, óleo sobre tela do gênero de pintura histórica, é considerada a primeira grande obra do pintor brasileiro Victor Meirelles. A tela foi feita entre 1859 e 1861, em Paris, durante o período em que o artista viveu na Europa graças a uma bolsa de estudos concedida pela Academia Imperial de Belas Artes. Com 9 m2, Primeira Missa no Brasil foi inspirada na carta escrita por Pero Vaz de Caminha ao rei de Portugal descrevendo a primeira missa feita no país. O estilo de pintura adotado por Meirelles é influenciado por padrões estéticos europeus que buscam a criação de figuras heroicas e exaltação da natureza. A natureza estética da obra se relaciona com o momento de afirmação do Estado Nacional e da construção de identidade brasileira também nas artes visuais.
O quadro se tornou uma das telas mais populares e reconhecidas do país e, exposta no Salão Oficial de Paris em 1861, foi a primeira tela brasileira a participar em uma mostra internacional de relevância. A obra também conferiu a Meirelles o grau de cavaleiro Imperial da Ordem da Rosa e o cargo de professor honorário da Academia de Belas Artes.

## Descrição

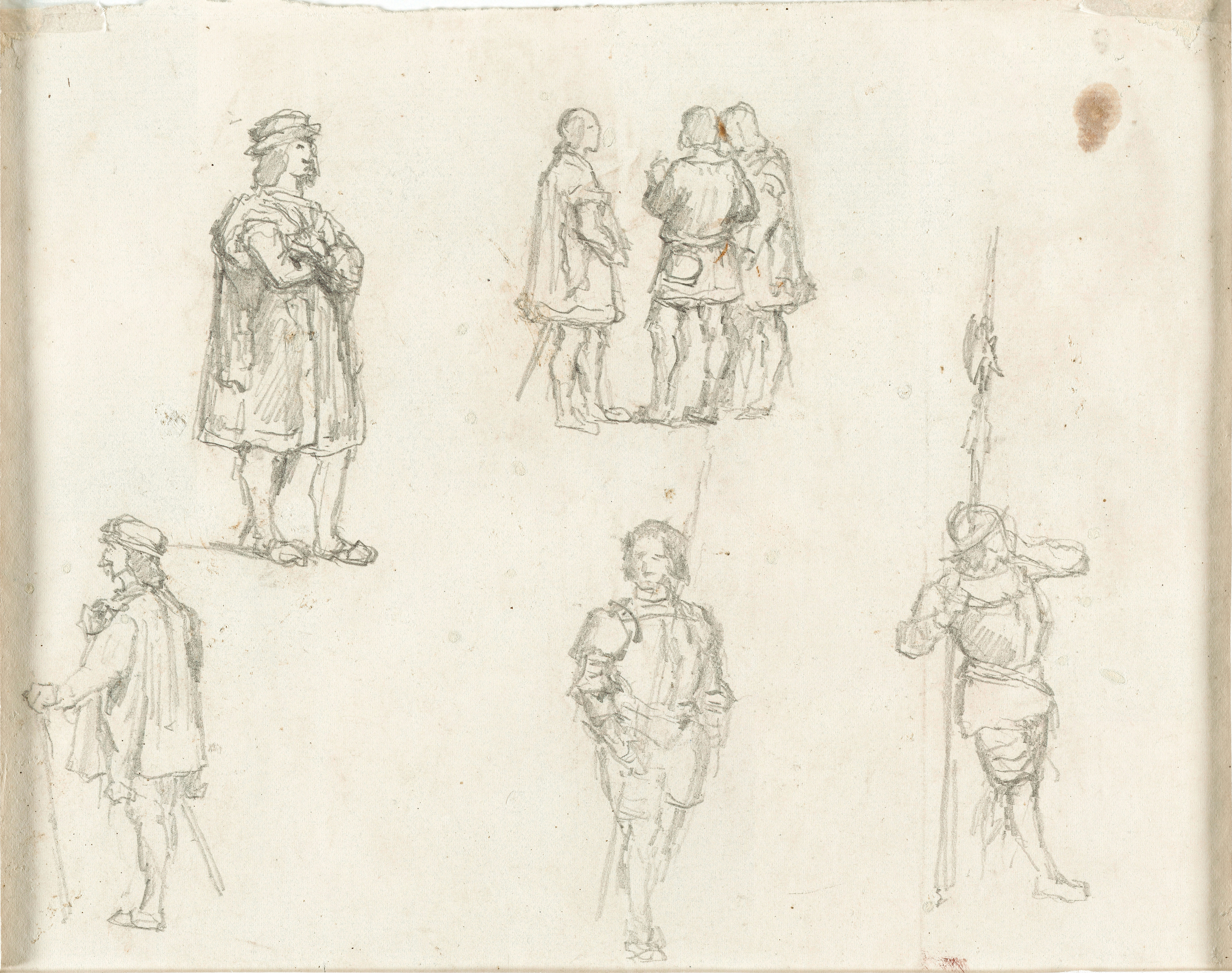
Estudo para o quadro.

A grande dimensão da tela, 2,70 por 3,57 metros, é característica comum às pinturas históricas, gênero em que Primeira Missa no Brasil está inserida. O quadro representa a primeira missa celebrada no Brasil a partir dos relatos de viagem feitos por Pero Vaz de Caminha. Nele, o momento é representado em uma organização circular em torno da figura principal, o Frei Henrique de Coimbra, que ocupa também o centro físico da tela em um gesto de erguer o cálice. Os grupos que Meirelles representa, índios e portugueses, estão diferenciados tanto por suas características físicas quanto por sua atitude diante da missa. Enquanto os portugueses se ajoelham e mantém uma postura séria diante do altar, os índios se dispõe entre as árvores e o chão, conversam e esboçam estranhamento causado pelo acontecimento. Apesar das diferenças entre os grupos, todos assistem à missa harmoniosamente e evidenciam respeito e concentração durante a cerimônia.

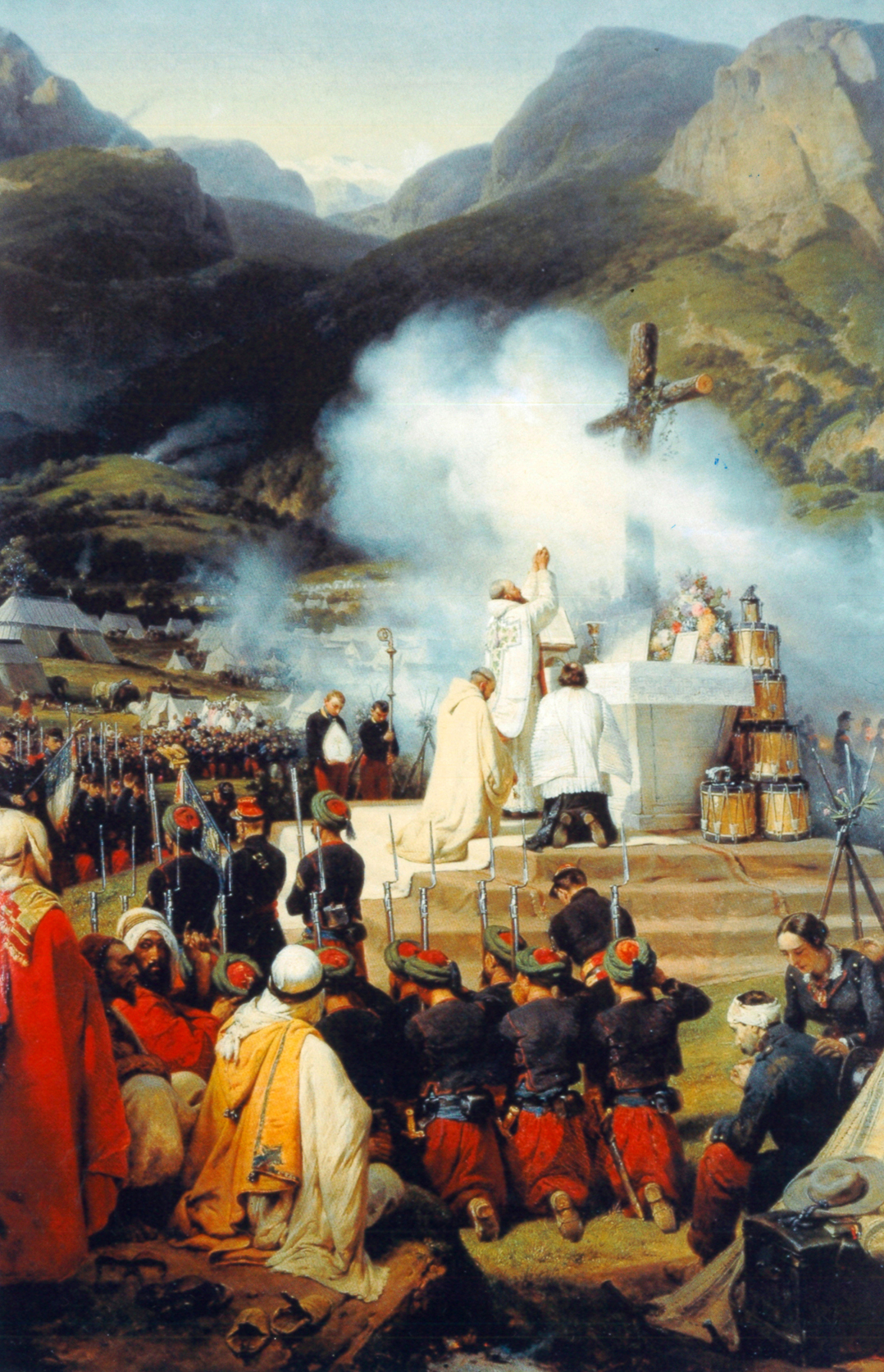
Primeira Missa em Kabylie, de Horace Vernet, que inspirou Meirelles.

O núcleo central da obra, em que se encontra o altar que sustenta a cruz de madeira, foi inspirado na obra de Horace Vernet, a Primeira Missa em Kabylie. O artista francês se tornou uma das grandes referências de Meirelles para a construção da obra, mas o pintor brasileiro de distancia de Vernet ao optar por retratar a cena com mais leveza. A iluminação principal também incide no núcleo central, deixando o primeiro plano, composto pelos índios, em uma área de sombra. Já a paisagem, que compõe principalmente o fundo da tela, também chega ao primeiro plano, em que faz parte da cena envolvendo as figuras que participam do ritual. A natureza retratada é própria do nordeste brasileiro e os índios, apesar de estamparem pinturas corporais, são representados de forma idealizada e sem indicações de uma etnia específica.

## Contexto

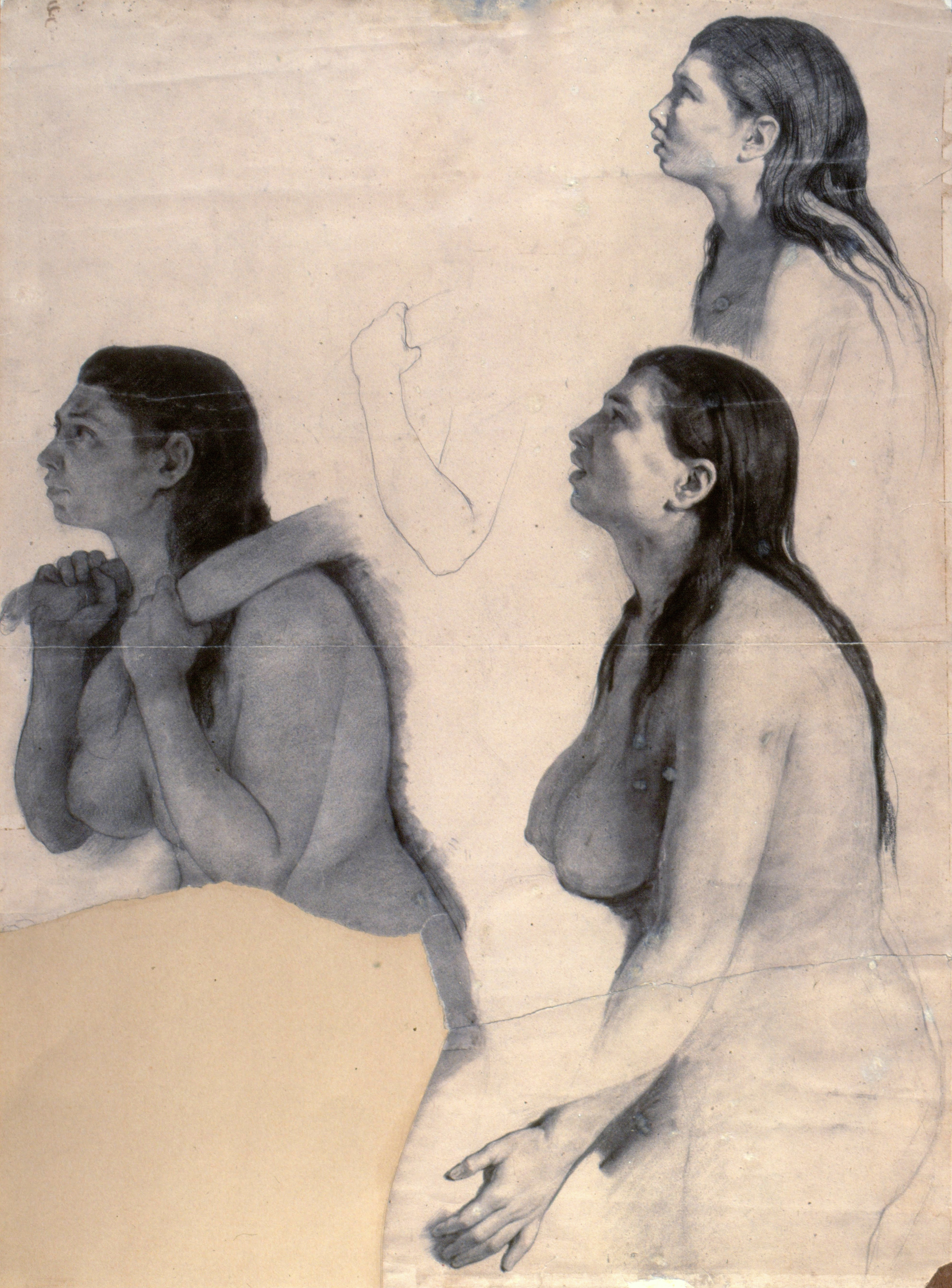
Estudo para o quadro.

Primeira Missa no Brasil foi executado em um momento em que o Instituto Histórico e Geográfico Brasileiro, fundado em 1838, junto à Academia Imperial de Belas Artes, buscava estabelecer mitos fundadores da história do país. Baseado em experiências jesuíticas, o conceito de nação que se buscava narrar caminhava com a ideia de um processo civilizador como forma de assegurar o controle do Estado sobre populações indígenas. Meirelles foi influenciado por esse sistema de criação de referências visuais, em especial na pintura histórica, a partir de pesquisas de documentos históricos e da construção de personagens heroicos e de fundos de tela com elementos que exaltam a natureza.
A obra foi realizada no período em que Victor Meirelles viveu na Europa graças a uma bolsa de estudos concedida para aprimorar seus conhecimentos acadêmicos. Manuel Araújo Porto-Alegre, então diretor da Academia Imperial de Belas Artes, sugeriu o tema do mito fundador do Brasil com o interesse de obter apoio governamental para promover o desenvolvimento das Belas-Artes no país. O pintor, então, utilizou como grande referência a Carta de Pêro Vaz de Caminha, documento que relata suas impressões sobre o Brasil e que descreve a primeira missa realizada no país.

## Análise (estilo artístico e relevância da obra)

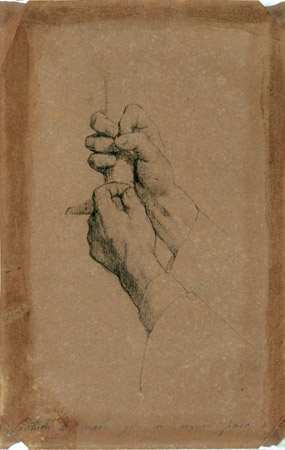
Estudo para o quadro.

Primeira Missa no Brasil é considerado por alguns teóricos o precursor das pinturas de caráter histórico no Brasil. Uma das característica desse gênero é a verossimilhança, ou seja, tem-se a pretensão de reproduzir uma cena tal qual ela aconteceu. Mas além das características das pinturas históricas, Meirelles foi influenciado pelo quadro Primeira Missa em Kabylie, de Horace Vernet. A análise minuciosa do quadro francês, apresentado no Salão de Paris em 1955, foi motivada por ser uma referência em que o artista foi testemunha ocular da cena: Vernet assistiu à missa que celebrava a colonização francesa na África do Norte. A obra francesa carregava uma legitimidade nos parâmetros da pintura histórica que inspirou o pintor brasileiro.
O quadro, considerado a primeira grande obra de Meirelles, se tornou uma das telas mais populares do Brasil e aparece recorrentemente em materiais didáticos de História. A importância que Primeira missa no Brasil tem foi reconhecida no ano seguinte em que foi concluída, quando, em 1861, foi exposta no Salão Oficial de Paris. Foi a primeira vez que um artista brasileiro participou de uma mostra internacional com a relevância que o Salão possui, marcando não só a carreira de Meirelles, mas também a da Academia Imperial.

## A obra e a identidade nacional

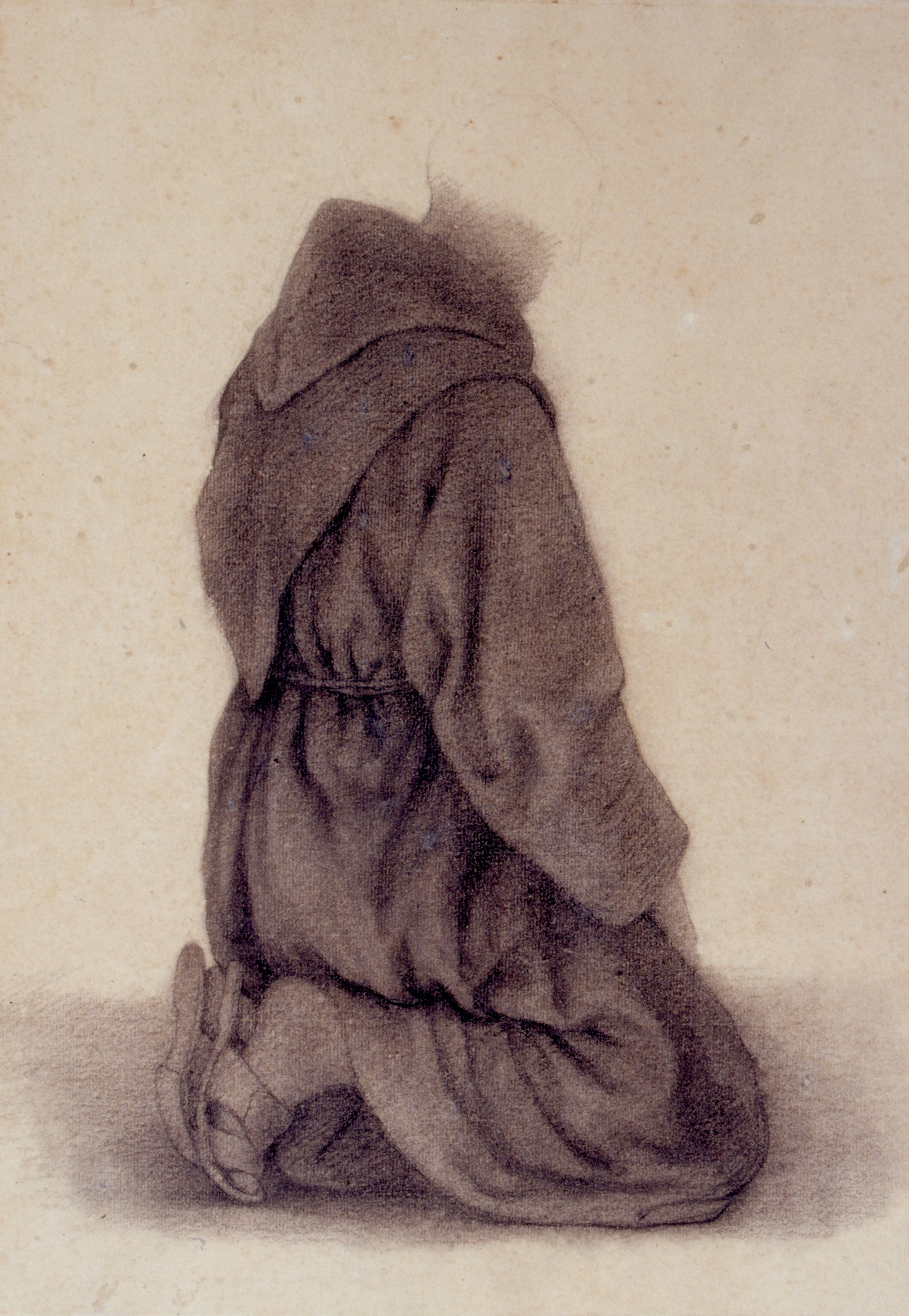
Estudo para o quadro.

Junto a outras obras de Pedro Américo, como o Grito do Ipiranga e Batalha do Avaí, e a outras do próprio Meirelles, como Batalha dos Guararapes, A Primeira Missa no Brasil faz parte de um grupo de representações românticas da história nacional. O tema 'Primeira Missa' possui uma iconografia extensa no continente americano e foi retomado no período da República no Brasil como um marco fundador da criação de cidades. Era uma maneira de enfatizar histórias regionais. A obra de Meirelles tinha o objetivo de ser um marco fundador não somente de uma região do país, mas do Brasil em si, e a grande circulação de sua obra a coloca como elemento importante do imaginário coletivo da história nacional.
Como representação plástica de um acontecimento, os elementos que constituem a nacionalidade na obra foi objeto de investigação acadêmico. Primeira Missa no Brasil, em um primeiro momento, sugere que a nação é fundada no momento em que os portugueses instituem o catolicismo no país, característica que contribui para a ideia de um surgimento da nação a partir de uma ação civilizatória.  A harmonia entre os representados na tela também sugere uma ideia de igualdade e contribui para a criação de outro aspecto da identidade nacional: que a construção de seus símbolos são uma ferramenta de contenção de revoltas.

## Recepção da obra

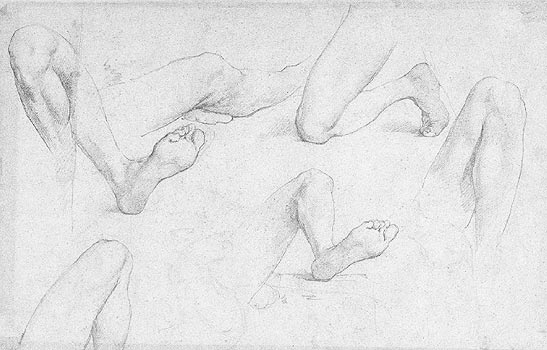
Estudo para o quadro.

Depois de sua primeira exposição em 1861 no Salão de Paris, em maio de 1876 a obra volta a ser exposta no exterior. Enviada junto a outras duas obras de Meirelles, Passagem de Humaitá e Combate Naval de Riachuelo, Primeira Missa no Brasil ficou exposta na seção de Belas Artes da Exposição da Filadélfia, nos Estados Unidos.  Além da recepção em exposições internacionais, a obra conferiu a Victor Meirelles o grau de cavaleiro Imperial da Ordem da Rosa e o cargo de professor honorário da Academia de Belas Artes.
Em 2013, o quadro fez parte da exposição de longa duração Quando o Brasil Amanhecia, do Museu Nacional de Belas Artes do Rio de Janeiro, na Galeria de Arte Brasileira do Século XIX.